# 苏北众教会
苏北众教会是在中国最早兴起的一批地方教会之一，1928年，阜宁县益林鎮的吴微和蘇家嘴（今淮安市楚州区苏嘴镇）的季永同、邱日鉴等人去上海哈同路文德里参加了倪柝声带领的得胜聚会，回乡后脱离美南长老会，开始孹饼聚会。
到1934年，苏北阜宁、淮安、涟水一带地方教会已经有19处。